# Solo in Ukraine
Solo in Ukraine – album koncertowy polskiego pianisty Leszka Możdżera. Wydawnictwo ukazało się 30 grudnia 2003 roku nakładem wytwórni muzycznej GOWI Records.
Nagrania zostały zarejestrowane podczas występu muzyka w Filharmonii Narodowej w Kijowie 8 września 2000, z wyjątkiem utworu „Maiden Voyage”, który został nagrany w Filharmonii we Lwowie 10 grudnia 2001 roku.

## Lista utworów
Opracowano na podstawie materiału źródłowego.
1. „Mazurka Op. 24 Nr 2" – 4:11
2. „Wyzwania Metrologii” – 6:10
3. „Mazurka Op. 33 Nr 2" – 3:40
4. „Biali” – 6:04
5. „No Message” – 4:20
6. „Mazurka Op. 24 Nr 1" – 4:54
7. „My Secret Love / Preludium 26" – 4:02
8. „Maiden Voyage” – 8:00
9. „Mazurka Op. 17 Nr 4" – 3:48